# Velden, Landshut
Velden là một đô thị thuộc huyện Landshut trong bang Bayern nước Đức. Đô thị Velden, Landshut có diện tích 49,4 km², dân số thời điểm ngày 31 tháng 12 năm 2006 là 6524 người.
Velden nằm ở biên giới Hạ Bavaria đến Thượng Bavaria. Sông Vils chảy qua thị trấn. Velden có cự ly khoảng 64 kilômét về phía đông bắc München.
Sân bay gần nhất là sân bay quốc tế München cự ly 40 km về phía tây nam.
Tại trung tâm Velden có Nhà thờ St. Peters xây năm 1450, gần đây nhất được trùng tu là vào năm 1990.

## Kết nghĩa
- Roana, Italia, từ năm 1976
- Aigrefeuille, Pháp, từ năm 1986